# Reinhard Kuretzky
Reinhard Kuretzky (* 1. Dezember 1947 in Delmenhorst) ist ein ehemaliger deutscher Leichtathlet. Er war 1972 Deutscher Meister im Stabhochsprung und nahm 1972 an den Olympischen Spielen in München teil.
Kuretzky startete von 1970 bis 1978 für SV Bayer 04 Leverkusen. Nachdem er 1971 Siebter der deutschen Meisterschaften geworden war, gewann er 1972 mit 5,20 m und qualifizierte sich damit für die Olympischen Spiele in München. Dort verbesserte er seine persönliche Bestleistung auf 5,30 m, als Vierter lag er damit nur fünf Zentimeter hinter dem drittplatzierten US-Amerikaner Jan Johnson zurück.
1973 wurde Kuretzky mit 5,30 m deutscher Hallenmeister. 1973 und 1975 draußen und 1974 und 1975 in der Halle wurde er viermal Vizemeister. 1974 wurde Kuretzky bei den Halleneuropameisterschaften in Göteborg Vierter mit 5,20 m. Am 25. Juli 1974 stellte er mit 5,33 m in Bayreuth seine persönliche Bestleistung auf. Bestleistungen über 100 m 10,6 s und im Weitsprung 7,47 m. Bei einer Körpergröße von 1,84 m betrug sein Wettkampfgewicht 76 kg.
Er studierte Maschinenbau und Sport in Aachen und arbeitete als Lehrer an einer Düsseldorfer Schule.